# Niederlauterbach
Niederlauterbach (Duits: Niederlauterbach im Elsass) is een gemeente in het Franse departement Bas-Rhin (regio Grand Est). De gemeente maakt deel uit van het kanton Wissembourg in het Haguenau-Wissembourg. Voor 1 januari 2015 was het deel van het kanton Lauterbourg en het arrondissement Wissembourg, die toen beide werd opgeheven. Niederlauterbach telde op 1 januari 2022 941 inwoners.

## Geografie
De oppervlakte van Niederlauterbach bedroeg op 1 januari 2022 11,22 vierkante kilometer; de bevolkingsdichtheid was toen 83,9 inwoners per km².

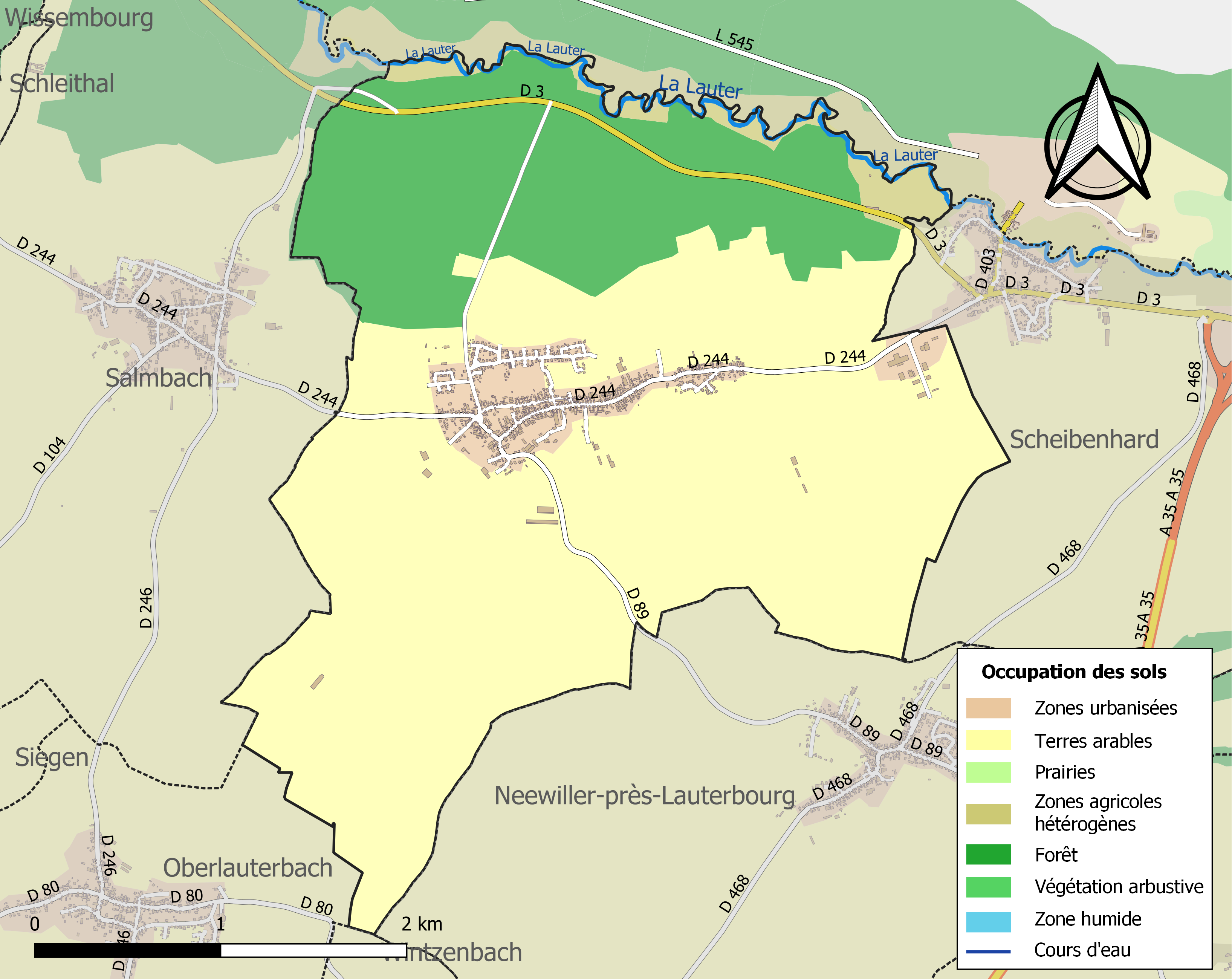
Kaart van de gemeente met de belangrijkste infrastructuur, bodemgebruik en omliggende gemeenten

## Demografie
Onderstaande figuur toont het verloop van het inwonertal (bron: INSEE-tellingen).